# John Gilbert (acteur)
John Gilbert, geboren als John Cecil Pringle (Logan (Utah), 10 juli 1899 - Los Angeles (Californië), 9 januari 1936) was een Amerikaans acteur en een grote bekendheid in de periode van de stomme film.

## Biografie
Gilbert werd als kind misbruikt en verwaarloosd, voordat hij als tiener terechtkwam in Hollywood. Hij vond werk als figurant bij de Thomas H. Ince Studios. Hier werd hij de favoriet van Maurice Tourneur, een regisseur die hem later ook uitnodigde om films te schrijven en regisseren. Hij kreeg al snel meer bekendheid. Zo was Gilbert in 1919 tegenover Mary Pickford te zien in Heart o' the Hills.
In 1921 kreeg Gilbert een contract voor drie jaar lang bij Fox Film Corporation. Hier werd hij gecast als hoofdrolspeler in romantische films. Tijdens zijn carrière bij Fox, trouwde hij in 1922 met Leatrice Joy. Hoewel ze samen dochter Leatrice Gilbert Fountain kregen, duurde het huwelijk maar twee jaar, omdat Joy Gilbert er van beschuldigde nog altijd een rokkenjager te zijn.
In 1924 stapte hij echter over naar Metro-Goldwyn-Mayer. Hier werd Gilbert een ware ster en was te zien in memorabele films, waaronder His Hour, He Who Gets Slapped en The Merry Widow.
In 1925 werd hij tegenover Renée Adorée gecast in The Big Parade. De film werd een enorm succes en staat op de tweede plek van de meest opleverende film in de geschiedenis van de cinema. In 1926 was hij opnieuw naast Adorée te zien in La Bohème.
In hetzelfde jaar was Gilbert in zijn eerste film naast Greta Garbo te zien: Flesh and the Devil. De acteurs kregen een publieke relatie, wat de fans veel vreugde gaf. Hij plande zelfs om met haar te trouwen, maar Garbo veranderde van gedachten en daagde niet op bij de ceremonie. Desondanks werden ze samen in nog meer films gecast: Love (1927), A Woman of Affairs (1928) en Queen Christina (1933).
Tijdens zijn verblijf bij MGM had Gilbert vaak meningsverschillen met Louis B. Mayer over creatieve en financiële zaken. Ook ging er een (tot nu toe) onbewezen gerucht rond dat toen Garbo niet opdaagde op Gilberts ceremonie, Mayer een negatieve opmerking naar Gilbert toe had gemaakt en Gilbert Mayer daarom fysiek aanviel.
Zijn ruzie met Mayer had geen effect op zijn carrière, aangezien Irving Thalberg een medestander van Gilbert was. Thalberg deed er alles aan Gilbert te helpen. Echter, door zijn slechte gezondheid beperkte hij de tijd waarop hij hem kon helpen.
Na de komst van de geluidsfilm, was Gilbert te zien in de musical Hollywood Revue of 1929. Gilberts carrière ging hierna achteruit. Dit kwam niet, in tegenstelling tot vele andere acteurs van de stomme film, door zijn stem, maar door de kwaliteit van zijn aangeboden projecten.
In 1932 kreeg Gilbert een comeback als een duistere chauffeur in Downstairs. De film kon echter niet zijn drastisch dalende populariteit redden. Gilbert werd een alcoholist en zijn gezondheid ging ook sterk achteruit. Vlak voor zijn door alcohol veroorzaakte hartfalen in 1936 had hij een relatie met Marlene Dietrich.

## Filmografie
- The Coward (1915)
- Matrimony (1915)
- Aloha Oe (1915)
- The Corner (1916)
- Bullets and Brown Eyes (1916)
- The Last Act (1916)
- Hell's Hinges (1916)
- The Aryan (1916)
- Civilization (1916)
- The Apostle of Vengeance (1916)
- The Phantom (1916)
- Eye of the Night (1916)
- Shell Forty-Three (1916)
- The Sin Ye Do (1916)
- The Weaker Sex (1917)
- The Bride of Hate (1917)
- Princess of the Dark (1917)
- The Dark Road (1917)
- Seeking Happiness (1917)
- The Millionaire Vagrant (1917)
- The Hater of Men (1917)
- The Mother Insinct (1917)
- Golden Rule Kate (1917)
- The Devil Dodger (1917)
- Up or Down? (1917)
- Nancy Comes Home (1918)
- Shackled (1918)
- More Trouble (1918)
- One Dollar Bid (1918)
- Wedlock (1918)
- Doing Their Bit (1918)
- The Mask of Riches (1918)
- Three X Gordon (1918)
- The Dawn of Understanding (1918)
- The White Heather (1919)
- The Busher (1919)
- The Man Beneath (1919)
- A Little Brother of the Rich (1919)
- The Red Viper (1919)
- For a Woman's Honor (1919)
- Widow by Proxy (1919)
- Heart o' the Hills (1919)
- Should a Woman Tell? (1919)
- The White Circle (1920)
- The Great Redeemer (1920)
- Deep Waters (1920)
- The Servant in the House (1921)
- Shame (1921)
- Ladies Must Live (1921)
- Gleam O'Dawn (1922)
- Arabian Love (1922)
- The Yellow Stain (1922)
- Honor First (1922)
- Monte Cristo (1922)
- Calvert's Valley (1922)
- The Love Gambler (1922)
- A California Romance (1922)
- While Paris Sleeps (1923)
- Truxton King (1923)
- Madness of Youth (1923)
- St. Elmo (1923)
- The Exiles (1923)
- Cameo Kirby (1923)
- Just Off Broadway (1924)
- The Wolf Man (1924)
- A Man's Mate (1924)
- The Lone Chance (1924)
- Romance Ranch (1924)
- His Hour (1924)
- He Who Gets Slapped (1924)
- The Snob (1924)
- The Wife of the Centaur (1924)
- The Merry Widow (1925)
- The Big Parade (1925)
- Ben-Hur: A Tale of the Christ (1925)
- La Bohème (1926)
- Bardelys the Magnificent (1926)
- Flesh and the Devil (1926)
- The Show (1927)
- Twelve Miles Out (1927)
- Man, Woman and Sin (1927)
- Love (1927)
- The Cossacks (1928)
- Four Walls (1928)
- Show People (1928)
- The Masks of the Devil (1928)
- A Woman of Affairs (1928)
- Thirst (1929)
- His Glorious Night (1929)
- The Hollywood Revue of 1929 (1929)
- Redemption (1930)
- Way for a Sailor (1930)
- Gentleman's Fate (1931)
- The Phantom of Paris (1931)
- West of Broadway (1931)
- Downstairs (1932)
- Fast Workers (1933)
- Queen Christina (1933)
- The Captain Hates the Sea (1934)

- Bibsys: 98029441
- Biblioteca Nacional de España: XX1089590
- Bibliothèque nationale de France: cb13982991w (data)
- Gemeinsame Normdatei: 129890987
- International Standard Name Identifier: 0000 0001 1616 1640
- Library of Congress Control Number: n84172422
- Nationale Bibliotheek van Letland: 000243029
- Nationale Bibliotheek van Tsjechië: xx0172596
- Nationale Bibliotheek van Israël: 987007453893605171
- Nederlandse Thesaurus van Auteursnamen: 125399529
- Istituto Centrale per il Catalogo Unico: MILV220016
- LIBRIS: 267681
- SNAC: w6wd4fzg
- Système universitaire de documentation: 059708557
- Virtual International Authority File: 32192453
- WorldCat: E39PBJcwyWjqjdDbDXYqp6ptrq